# Liczba Macha

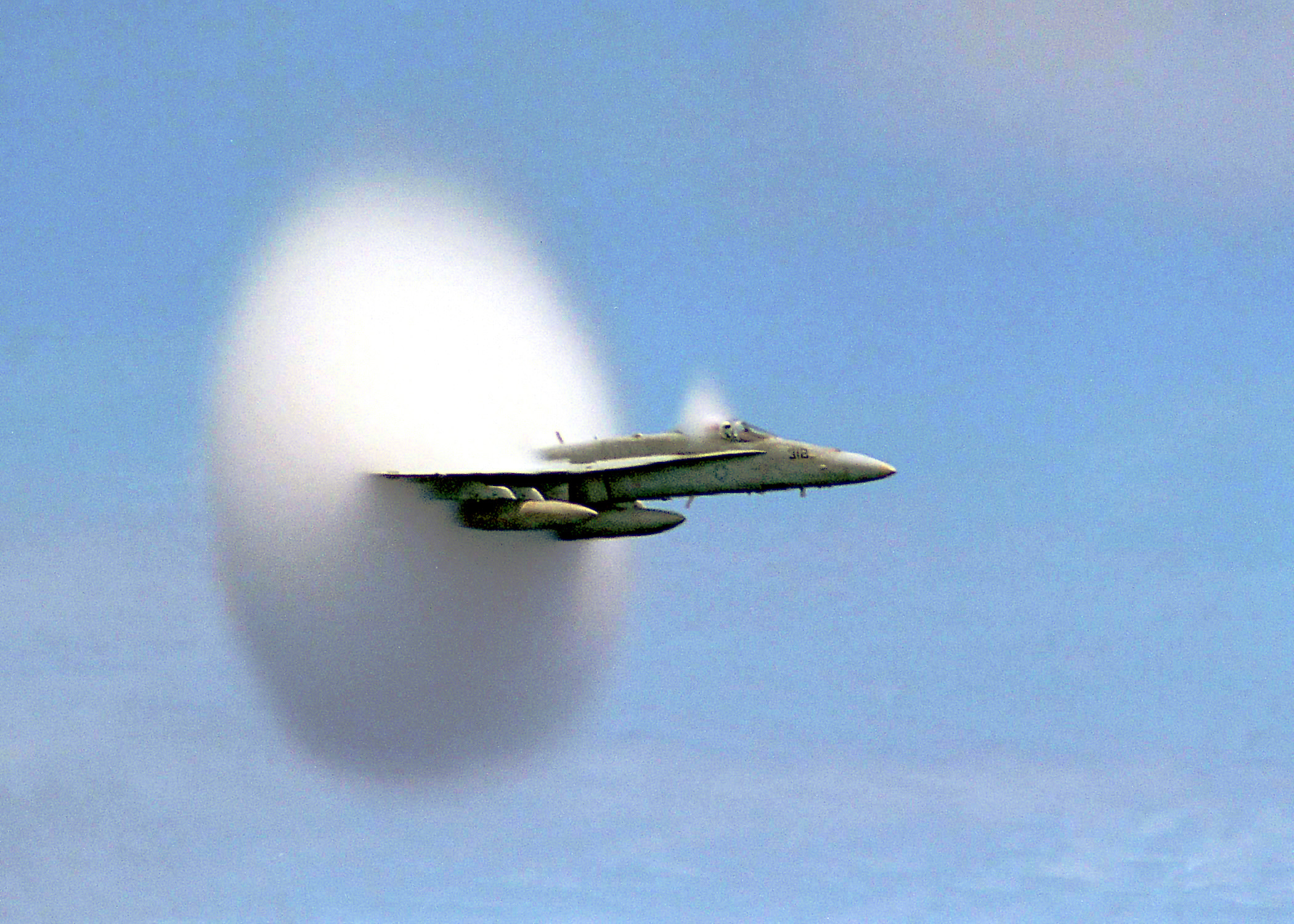
Samolot F-18 lecący blisko prędkości dźwięku. Za samolotem i kabiną pilota widać obłok Prandtla-Glauerta

Liczba Macha, mach (M, Ma) – liczba podobieństwa, wyrażająca:
- stosunek prędkości przepływu płynu w danym miejscu do prędkości dźwięku w tym płynie w tym samym miejscu[1];
- stosunek prędkości obiektu poruszającego się w płynie do prędkości dźwięku w tym płynie, niezakłóconym ruchem obiektu, czyli formalnie – w nieskończoności:

{\displaystyle M={\frac {v}{a}},}
gdzie:
{\displaystyle v} – prędkość przepływu lub obiektu,
{\displaystyle a} – prędkość dźwięku w płynie w danym miejscu lub – odpowiednio – w nieskończoności.
Nazwa pochodzi od austriackiego fizyka Ernsta Macha.
W powietrzu o temperaturze 15 °C prędkość dźwięku wynosi 340,3 m/s (1225 km/h).

## Wstęp
Liczba Macha odnosi się zarówno do obiektów poruszających się z dużą szybkością w płynie, jak i płynów płynących z dużą szybkością w kanałach (tunelach). Liczba ta jest szczególnie istotna w przypadkach, kiedy prędkość przepływu jest bardzo duża (np. przy zagadnieniach związanych z przepływem płynów przez dysze) lub przy lotach z dużą prędkością.
Ponieważ jest to stosunek dwóch wartości o tych samych wymiarach, jest ona liczbą bezwymiarową. Z tego powodu poprawnym odczytem M = 1 jest „Mach jeden”, a nie – jak to często jest odczytywane – „jeden Mach”, co oznaczałoby, że Mach jest jednostką.
Prędkość odpowiadająca M = 1 zależna jest od temperatury (np. w temperaturze 15°C jej wartość w powietrzu wynosi 1225 km/h), gdyż prędkość dźwięku rośnie wraz ze wzrostem temperatury – proporcjonalnie do pierwiastka z wartości temperatury bezwzględnej.
Na wysokości 11 km nad poziomem morza liczbie M = 1, ze względu na niską temperaturę powietrza, odpowiada prędkość 1062 km/h.
|     |     |     |
| (A) | (B) | (C) |

Powyżej przedstawiono schematy rozchodzenia się fali dźwiękowej wytwarzanej przez ruchome źródło w ruchu jednostajnym z prędkością niższą niż prędkość dźwięku (A), prędkością dźwięku (B) i prędkością naddźwiękową (C).

## Opływ obiektów
Uwzględniając liczbę Macha, można podzielić rodzaje przepływu na:
- nieściśliwy: Ma = 0,15
- poddźwiękowy: 0,15 < Ma < 0,9
- okołodźwiękowy: 0,9 < Ma < 0,95
- dźwiękowy: Ma = 1
- naddźwiękowy: 1,05 < Ma < 5
- hiperdźwiękowy: Ma > 5.

Jeżeli liczba Macha jest znacznie mniejsza od jedności (Ma < 0,15), mówimy, że przepływ jest nieściśliwy (efekt ściśliwości można pominąć). Przy wyższych wartościach liczby Macha (np. dla powietrza Ma > 0,6) efekt ściśliwości zaczyna mieć znaczenie, a błąd wynikający z zaniedbania tego efektu przestaje być pomijalny. Wtedy przepływ określa się mianem ściśliwego.
Ważnym zagadnieniem jest opływ powietrza wokół profilu skrzydła samolotu. W obrębie prędkości okołodźwiękowych pole przepływającego strumienia ma części poddźwiękowe oraz naddźwiękowe. Strumień wchodzi w region okołodźwiękowy, kiedy w pewnym miejscu profilu pojawia się prędkość naddźwiękowa (Ma > 1). Nazywa się to tak zwaną lokalną prędkością dźwięku. Prędkość przepływającego strumienia następnie maleje gwałtownie w fali uderzeniowej do prędkości poddźwiękowej (Ma < 1). Fala w miarę wzrostu prędkości przesuwa się w kierunku krawędzi spływu płatu (przypadek a).
Kiedy prędkość rośnie, obszar przepływu ponaddźwiękowego rozszerza się w stronę krawędzi przedniej (natarcia) i tylnej (spływu) płata. Kiedy przekroczona zostaje bariera dźwięku, szybkość przepływu maleje w przedniej fali uderzeniowej, ale pozostaje ponaddźwiękowa. Jedynym obszarem poddźwiękowym jest niewielki obszar w przedniej części profilu, przy krawędzi natarcia (przypadek b).
|     |     |
| (a) | (b) |

Fale uderzeniowe rozchodzą się w kierunku tylnym i zewnętrznym obiektu (tworząc tzw. stożek Macha). Im wyższa prędkość tym stożek węższy. Przy prędkości Ma = 1 stożek staje się prawie całkowicie płaski.
Im wyższa wartość liczby Macha, tym większa intensywność fali uderzeniowej. Kiedy przepływ płynu przecina falę uderzeniową, jego prędkość spada, a temperatura, gęstość oraz ciśnienie tego płynu wzrasta. Im wyższa wartość liczby Macha, tym różnice są większe. W skrajnych przypadkach temperatura wzrasta tak znacznie, że cząsteczki gazu wokół fali uderzeniowej ulegają jonizacji i dysocjacji. Taki przepływ nazywamy hiperdźwiękowym.

## Przepływ w dyszy
Znaczenie liczby Macha wzrasta przy szybkich przepływach przez rury, kanały lub dysze (kiedy szybkość przepływu jest porównywalna z prędkością lokalną dźwięku). Gdy szybkość przekracza granicę dźwięku (Ma > 1), relacja szybkości i przekroju przewodu ulega odwróceniu.
Aby wykazać, w jaki sposób rodzaj przepływu zależy od wartości liczby Macha, można stworzyć równanie będące zależnością przekroju poprzecznego, szybkości oraz liczby Macha.
Różniczkową postać równania Bernoulliego dla płynu ściśliwego płynącego przez kanał można zapisać:
{\displaystyle {\frac {dp}{\rho }}=-wdw.}
Ponieważ {\displaystyle Aw\rho =const.}
Równanie zachowania masy przybiera postać:
{\displaystyle {\frac {dA}{A}}+{\frac {dw}{w}}+{\frac {d\rho }{\rho }}=0,}
co zapisać można:
{\displaystyle {\frac {dA}{A}}=-{\frac {dw}{w}}-{\frac {d\rho }{\rho }}=0.}
Ponieważ prędkość dźwięku wyraża się wzorem:
{\displaystyle a={\sqrt {\frac {\partial p}{\partial \rho }}},}
to dzieląc obie strony poprzedniego równania przez
{\displaystyle {\sqrt {\frac {\partial p}{\partial \rho }}}}
(patrz wzór na prędkość dźwięku) otrzymuje się:
{\displaystyle {\frac {d\rho }{\rho }}=-{\frac {wdw}{a^{2}}}=-Ma^{2}\cdot dw\cdot {\frac {1}{w}}.}
Jeżeli podstawi się uzyskaną wartość {\displaystyle {\frac {d\rho }{\rho }}} do równania zachowania masy otrzymuje się równanie:
{\displaystyle {\frac {dA}{A}}=(Ma^{2}-1)\cdot {\frac {dw}{w}}}   lub   {\displaystyle {\frac {dA}{A}}\cdot {\frac {1}{(Ma^{2}-1)}}={\frac {dw}{w}}.}
Jak widać w powyższej zależności człon {\displaystyle \left(Ma^{2}-1\right)} może być ujemny (jeżeli Ma < 1) lub dodatni (jeżeli Ma > 1). Poniżej prędkości dźwięku wzrost pola przekroju powoduje zmniejszenie szybkości przepływu (stosunek jest odwrotnie proporcjonalny). Po przekroczeniu prędkości dźwięku ta relacja ulega odwróceniu i wraz ze wzrostem pola przekroju rośnie prędkość przepływu.
Na zwężającym się odcinku kanału ‘A’ następuje zwiększanie prędkości do prędkości dźwięku, na odcinku ‘b’ prędkość może rosnąc od prędkości dźwięku.
Tak ukształtowana dysza, nazywana dyszą Lavala, stosowana jest w silnikach rakietowych i silnikach samolotów naddźwiękowych w czasie lotu naddźwiękowego.